# بومیان استرالیا

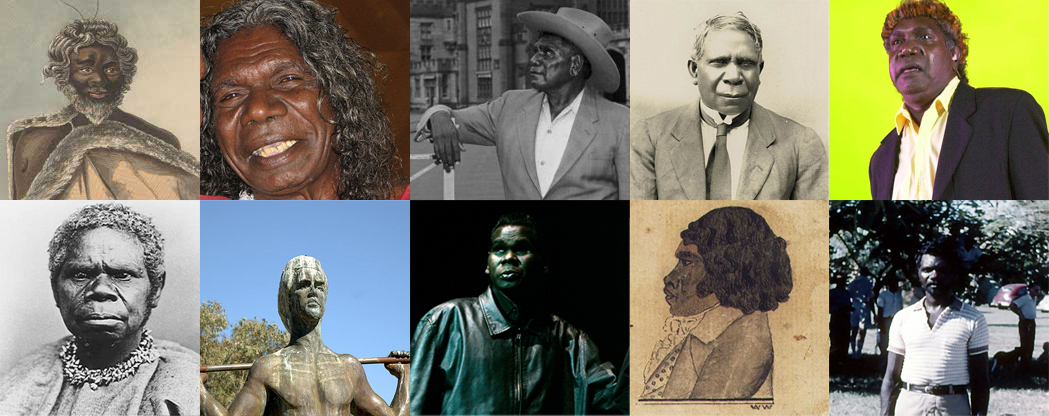
مشاهیر بومیان استرالیا

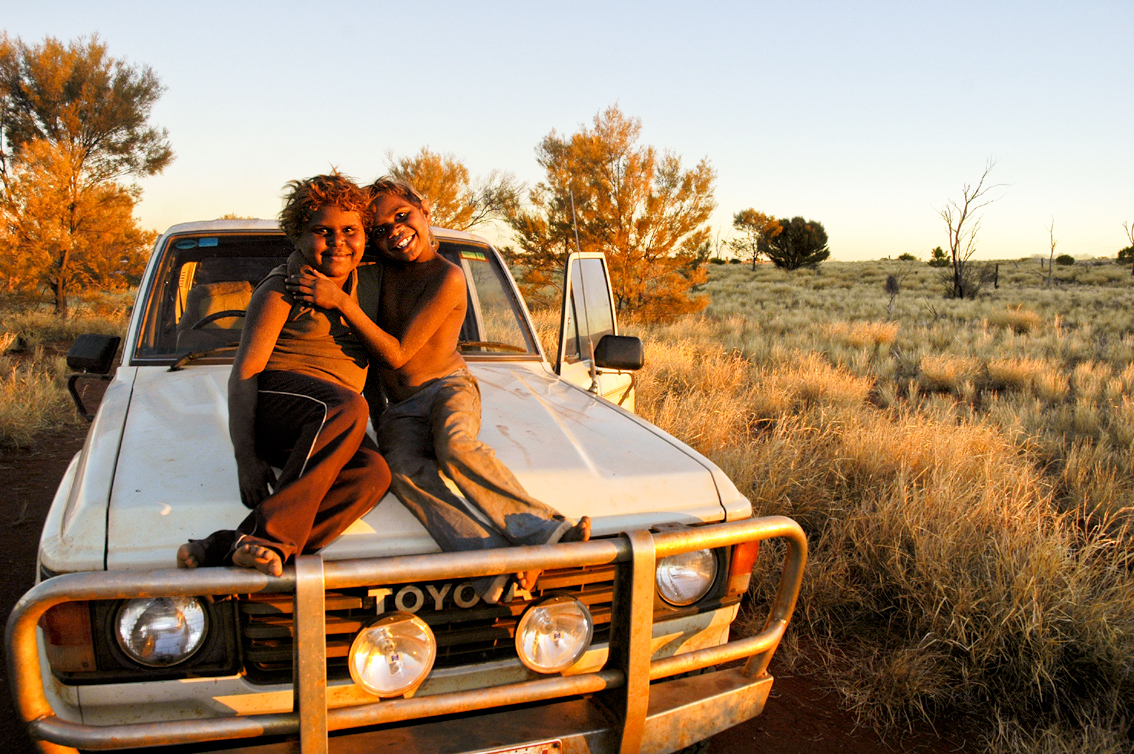
کودکان بومی در اوت‌بک.

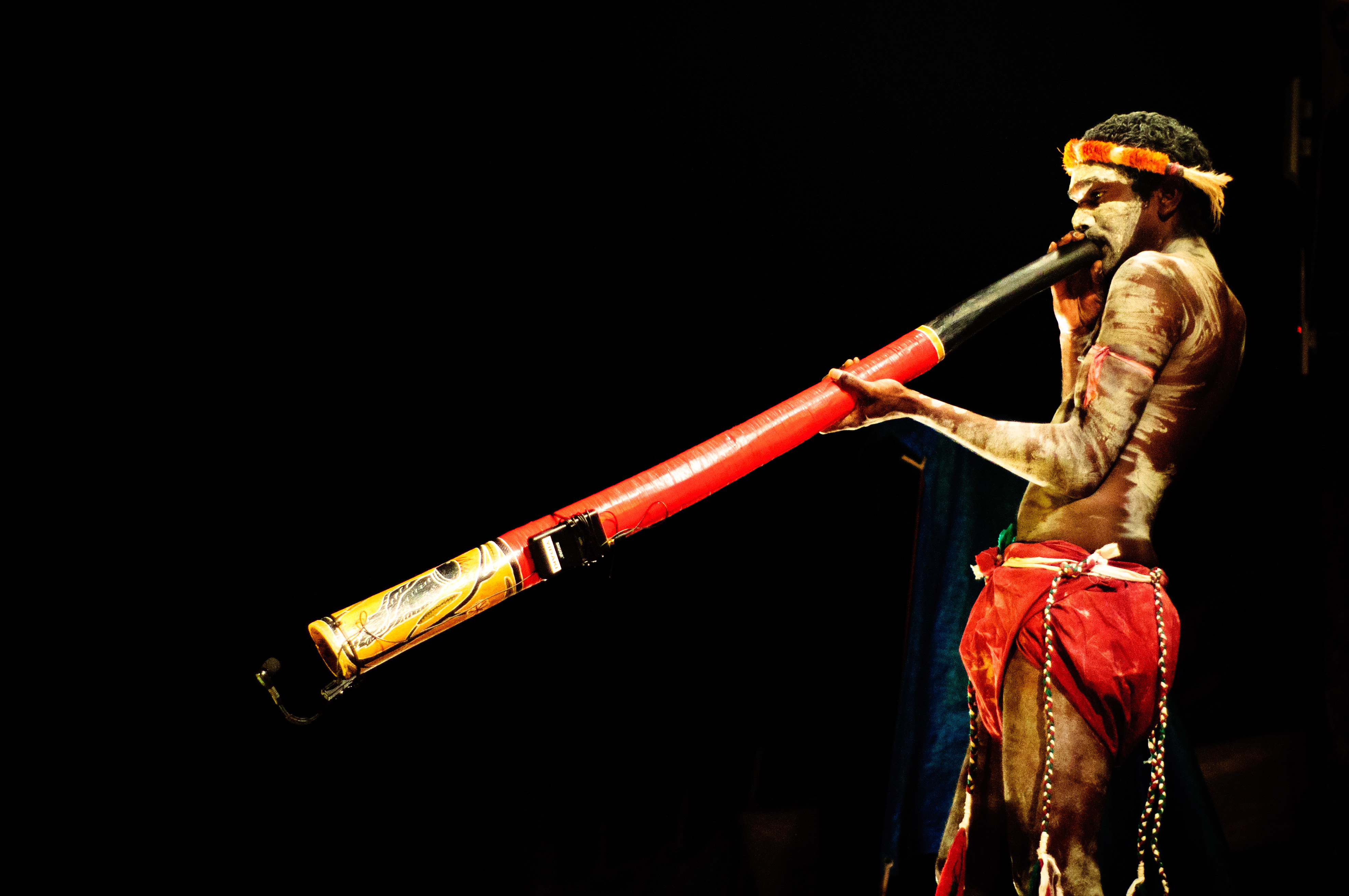
دیجریدو ساز موسیقی بومی استرالیا است.

بومیان استرالیا (به انگلیسی: Indigenous Australians) به ساکنان اولیه قاره استرالیا گفته می‌شود که از ده‌ها هزار سال پیش از ورود اروپائیان به این سرزمین در آنجا زندگی می‌کرده‌اند. بومیان استرالیا شامل بومیان جزیره استرالیا و جزیره‌نشینان تنگه تورس می‌شوند. شواهد جدید نشان می‌دهد که بومیان استرالیا از هندی‌ها و بومیان اندونزی مشتق شدند. برای اشاره به این مردم اصطلاح «بومیان و جزیره‌نشینان تنگه تورس» یا قبیله شخص، اغلب ترجیح داده می‌شود، اگرچه اصطلاح‌هایی همچون ملت‌های نخستین استرالیا و استرالیایی‌های نخستین نیز به‌طور فزاینده‌ای دارای کاربرد هستند.
زمان ورود نخستین مردم به قاره و جزایر مجاور محل بحث پژوهشگران است. نخستین بقایای قاطع حضور بشر مربوط به بیش از ۵۰ هزار سال پیش است. با ورود سفیدپوستان و دیگر مردمان به سرزمین استرالیا، ساختار زندگی بومیان که طی هزاران سال دست‌نخورده باقی‌مانده بود، به شدت دچار دگرگونی شد. امروزه بومیان همراه با دیگر گروه‌های قومی و نژادی، در مناطق مختلف استرالیا زندگی می‌کنند و تا حدودی سنت‌ها و روش زندگی خود را حفظ کرده‌اند.
جمعیت بومیان استرالیا در زمان استقرار دائمی اروپا بحث‌برانگیز است و بین ۳۱۸٬۰۰۰ تا ۱٬۰۰۰٬۰۰۰ نفر تخمین زده می‌شود که توزیع آن مشابه توزیع جمعیت کنونی استرالیا که بیشتر در جنوب شرقی و در امتداد رود مورای متمرکز می‌باشد، بوده‌است. بیشتر این جمعیت در اثر بیماری‌هایی که در پی استقرار اروپاییان شایع شدند، کاهش چشم‌گیری یافت. قتل‌عام‌ها و درگیری‌های مرزی با شهرک‌نشینان اروپایی نیز به کاهش جمعیت کمک شایانی کرد.
اگرچه اشتراکات زیادی در میان اقوام مختلف بومی وجود دارد، اما آن‌ها اقوام گوناگون و مجزایی هستند که هرکدام فرهنگ، آداب و رسوم و زبان خاص خود را دارند. در زمان استقرار اروپایان، بیش از ۲۵۰ زبان بومی رایج بود و هم‌اکنون تخمین زده می‌شود که ۱۲۰ تا ۱۴۵ از این زبان‌ها همچنان زنده هستند که فقط ۱۳ مورد از آن‌ها در معرض نابودی قرار ندارند. امروزه بیشتر بومیان به زبان انگلیسی و به گویش بومیان استرالیا نیز سخن می‌گویند که این گویش با افزوده شدن عبارات و کلمات بومیان به انگلیسی ایجاد شده‌است و تأثیر چشم‌گیری از واج‌شناسی و دستور زبان‌های بومیان پذیرفته‌است.
در سرشماری ۲۰۱۶ استرالیا استرالیایی‌های بومی با داشتن ۷۹۸٬۳۶۵ تن جمعیت، ۳٫۳٪ از جمعیت استرالیا را تشکیل می‌دادند، که ۹۱٪ از این افراد خود را بومی جزیره، ۵٪ خود را جزیره‌نشین تنگه تورس و ۴٪ خود را از هر دو گروه معرفی کردند. آنها همچنین در سراسر جهان به عنوان بخشی از استرالیایی‌های دور از وطن زندگی می‌کنند.
با وجود آزار و اذیت در استرالیا، افراد بومی در زمینه ورزش، هنر و سیاست سهم قابل توجهی دارند. یکی از معروف‌ترین استرالیایی کتی فریمن، کتی فریمن است که یک ورزشکار المپیک است.

## پیشینه
آزمایشهای رادیو کربن، قدیمی‌ترین زمان سکونت در قاره استرالیا را حدود چهل تا پنجاه هزار سال قبل نشان می‌دهد. هرچند پژوهشهای ژنتیکی ارتباط مستقیمی بین بومیان استرالیا و هیچ‌کدام از نژادهای هندی یا جنوب آسیا نشان نمی‌دهد اما پژوهشگران به اتفاق بر این باورند که بومیان امروزی ساکنان قاره آسیا بوده‌اند که کم‌کم از نواحی جنوبی آسیا به شمال استرالیا وارد شده و طی هزاران سال در قالب قوم‌ها و گروه‌های مختلف در این سرزمین وسیع پخش شده‌اند.
به نظر می‌رسد عامل اصلی مهاجرت به استرالیا شکار و یافتن غذا بوده‌است. بومیان استرالیا به گروهی از انسان‌ها تعلق دارند که می‌توان آن‌ها را شکارچی-گردآورنده نامید. این شیوه زندگی قبل از فراگیری کشاورزی توسط انسان‌ها رواج داشته و به این معناست که گروهی از انسان‌ها، تمام مواد غذایی مورد نیاز خود را از راه شکار حیوانات یا جمع‌آوری میوه‌ها و گیاهان تأمین نمایند. بیشتر بومیان استرالیا تا ورود اروپائیان به این سرزمین به همین شکل می‌زیسته‌اند و معمولاً مهاجرت‌های کوتاهی در منطقه خود برای یافتن غذا انجام می‌داده‌اند.
در سال ۱۷۷۰ کاپیتان جیمز کوک نیروهای خود را در منطقه نیو ساوت ولز پیاده کرد و هشت سال بعد این منطقه رسماً مستعمره بریتانیا شد. این مسئله باعث تنش و تأثیرات زیادی بر بومیان منطقه شد چرا که با ورود اینان، گونه‌های زیستی جدید نیز به قاره دست نخورده استرالیا وارد شد و بیماریهای واگیردار گوناگونی چون وبا و طاعون نیز به جوامع بومی منتقل شد. از سوی دیگر سفیدپوستان برای شهرسازی و کشاورزی نیاز به زمین داشتند و به همین جهت بومیان را از زمینهایی که به آن عادت داشتند دور ساختند و در این راه به زور نیز متوسل شدند. اما بومیان بسیاری نیز به تازه واردان علاقه‌مند شدند و در جوامع جدید به کار و زندگی مشغول شدند. ادعا می‌شود که بر اثر کمبود آب و زمین و نیز شیوع بیماریهای واگیردار و نیز خشونت مستقیم سفیدپوستان، بیشتر بومیان در این فاصله کشته شده باشند و از جمعیت آنان بسیار کاسته شده باشد.

## نسل ربوده‌شده
مقاله اصلی: نسل ربوده‌شده

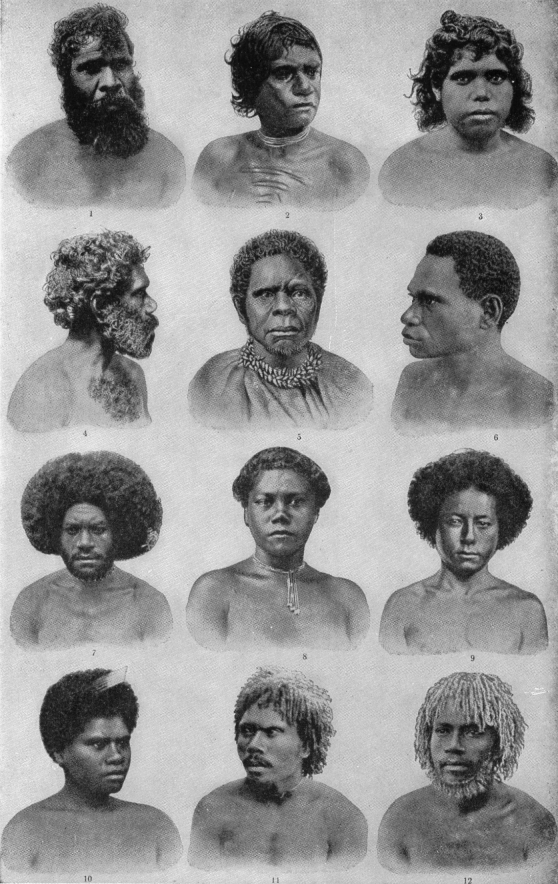
گونه های بومی استرالیا

طی مدت حدود یکصد سال از دهه هفتاد قرن نوزدهم تا دهه هفتاد قرن بیستم، سفیدپوستان استرالیا تعداد زیادی از کودکان بومی استرالیا را به دلایل مختلف از خانواده‌هایشان جدا کردند و در نوانخانه‌ها یا تحت سرپرستی خانواده‌های سفیدپوست تربیت کردند. این گروه‌ها امروزه به نسلهای ربوده شده شهرت یافته‌اند. در فوریه ۲۰۰۸ میلادی، کوین راد نخست‌وزیر استرالیا، در یک مراسم رسمی در پارلمان این کشور، از بومیان استرالیا به خاطر ستمی که به این ترتیب از سوی سفیدپوستان بر آنان روا شده، عذرخواهی کرد.

## گروه‌ها و قبیله‌ها

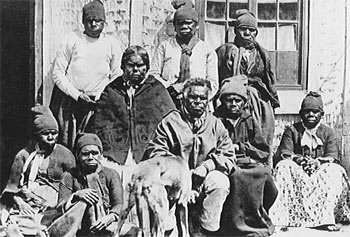
خانواده از بومیان تاسمانی

بومیان استرالیا شامل دو گروه عمده هستند: یکی بومیان جزایر تنگه تورس و دیگری بومیان ساکن استرالیا که به اَبُریجینال مشهورند. چند صد قبیله پراکنده از بومیان استرالیا به ثبت رسیده که بزرگ‌ترین آن‌ها قبایل زیر هستند:
- پیچان چاچارا (به انگلیسی: Pitjantjatjara) که در مرکز استرالیا و در نزدیکی کوه اولورو زندگی می‌کنند.
- آرِنته (به انگلیسی: Arrernte) در آلیس اسپرینگز.
- لوریچا Luritja
- وارپیری Warlpiri

## جمعیت
جمعیت بومیان استرالیا با احتساب بومیان جزیره‌های تنگه تورِس در حدود نیم میلیون نفر است که دو و نیم درصد جمعیت استرالیا را شامل می‌شود. برخی معتقدند پیش از استعمار استرالیا توسط بریتانیا در قرن هجدهم جمعیت بومیان این سرزمین سیصد هزار تا یک میلیون نفر بوده‌است. طی دو قرن گذشته از تعداد بومیان به شدت کاسته شده که علت اصلی آن بیماریهای گوناگون و رانده شدن از زمین‌های خود و نیز کمبود آب و غذا بوده‌است. جمعیت بومیان استرالیا در سرشماری سال ۲۰۰۱ برابر ۴۵۸۵۲۰ نفر برآورد شده‌است که نسبت به سالهای قبل رشد زیادی را نشان می‌دهد. جمعیت اینان در سال ۱۹۷۶ حدود ۱۱۵ هزار نفر بوده‌است. ایالتهای نیو ساوت ولز و کوئینزلند بیشترین تعداد بومیان را دارند و بیش از نیمی از بومیان استرالیا تنها در این دو ایالت زندگی می‌کنند.

## زبان
اگر چه امروزه زبان انگلیسی زبان رسمی استرالیاست اما بومیان خود دارای زبانهای مختلفی هستند که ارتباطی با انگلیسی ندارد. این زبانها با زبانهای مناطق دیگر دنیا هم‌خانواده نیستند. قبایل مختلف بومیان زبانهای مختلفی دارند که مهم‌ترین آن‌ها زبانهای «پیچان چاچارا»، «تیوی» و «وارپیری» هستند. قبلاً صدها زبان بومی وجود داشت، با این حال امروزه تنها ۱۵۰ نفر از آن‌ها در استفاده روزانه باقی می‌مانند. زبانهای باقی‌مانده دارای تعداد کمی از سخنرانان هستند.
با توجه به استعمار، زبانهای بومی ممکن است در آینده نزدیک منقرض شوند؛ و از هر ده نفر تنها یک نفر به زبان بومی استرالیایی صحبت می‌کند. بنابراین، چندین وظیفه برای احیای زبانهای بومی در استرالیا وجود دارد.

## مذهب
مقاله اصلی: روزگار رؤیا
بومیان استرالیا فاقد مذهب ساختار یافته بوده‌اند اما اعتقادات مذهبی و بینشی آن‌ها به خاک و زمین اهمیت زیادی می‌داده‌است به گونه‌ای که برخی سرزمین‌ها دارای قداست خاصی بوده‌اند. بومیان به عصر رؤیاها معتقد بوده‌اند و برای رؤیاها ارزش خاصی قائل می‌شده‌اند. امروزه بیش از هفتاد درصد بومیان این کشور خود را مسیحی می‌نامند و شانزده درصد نیز دین خاصی ندارند. مذاهب دیگر مانند بودیسم و اسلام نیز پیروان اندکی بین بومیان دارند.

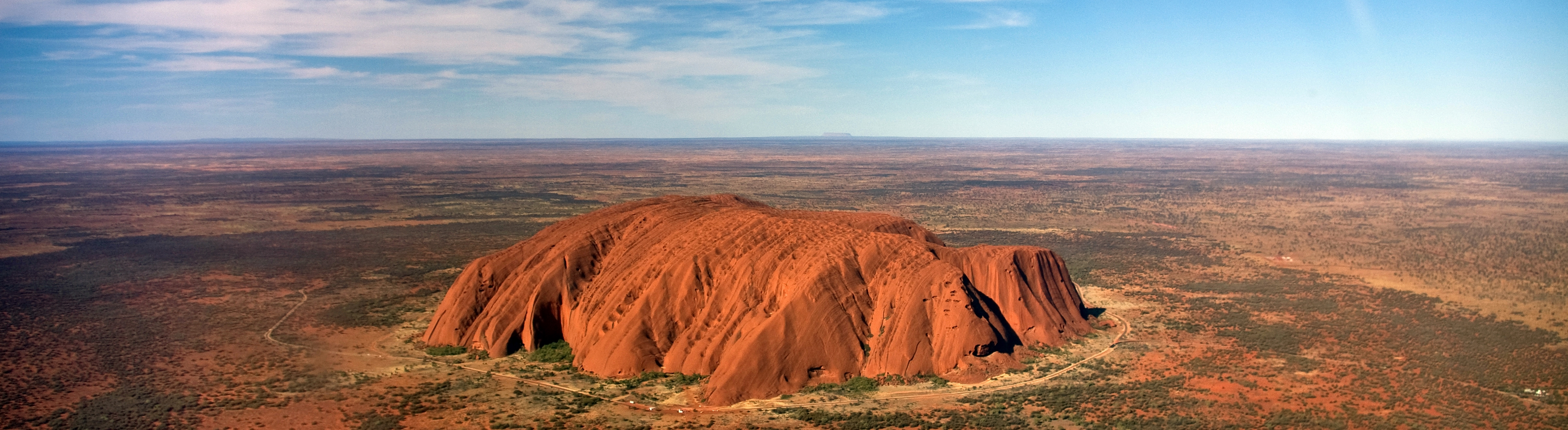
اولورو بزرگترین سنگ در جهان است. این سایت معنوی مقدس برای مردم بومی محلی است.

## فرهنگ و هنر

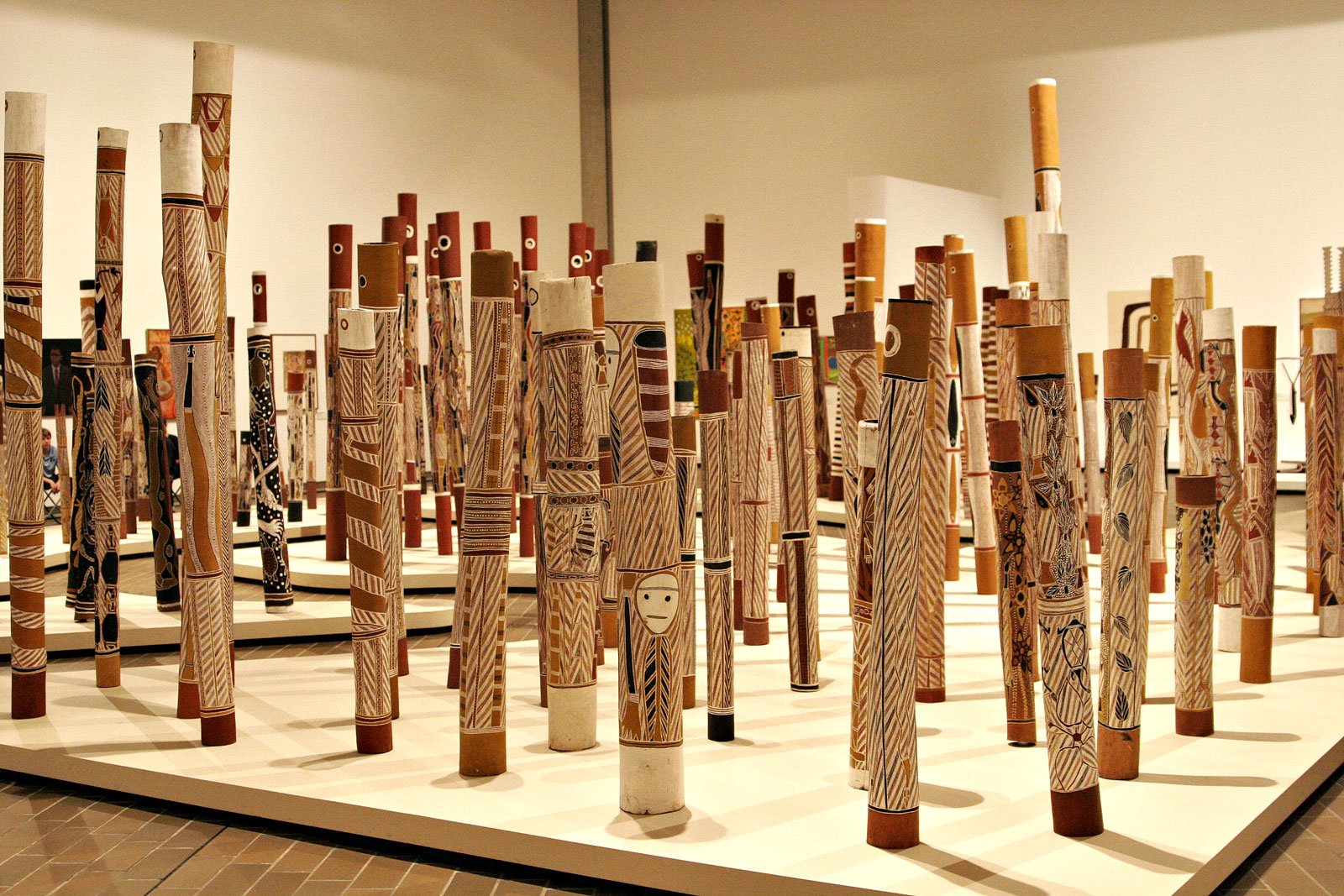
نمونه‌هایی از آثار هنری بومیان استرالیا

نقاشی، موسیقی و رقص هنرهای بسیار قدیمی بومیان استرالیا هستند. نقاشی پوست درختی گونه‌ای نقاشی سنتی معروف به نقاشی نقطه‌ای است که بر روی پوسته درختان محلی انجام می‌شود. نقاشی بر روی بدن و نیز صخره‌ها نیز رواج فراوان دارد. موسیقی بومی نیز با گیاهانی نی مانند انجام می‌گیرد. رقص بومیان استرالیا، بخشی از آئین‌های اجتماعی آنان بوده که امروزه به غیر بومیان نیز آموزش داده می‌شود. بومرنگ ابزار شکار سنتی است. با توجه به تزئینات و دکوراسیون آنها، آن‌ها در حال حاضر به عنوان یک شکل هنری در نظر گرفته می‌شوند.

## مشکلات و انتقادات
در طول استعمار استرالیا، مردم بومی قتل‌عام و ربوده شد. بسیاری از فعالان و وکلای معتقدند که این اقدامات نسل‌کشی است. در تاسمانیا، نسل‌کشی بسیار شدید بود که تمام مردم بومی از بین رفتند.
ورود سفیدپوستان به استرالیا نظم اجتماعی و فرهنگی چندین هزارساله بومیان این سرزمین را به هم ریخت. بومیان که به زندگی در طبیعت و یافتن غذا و شکار عادت دارند هنوز نتوانسته‌اند خود را با جامعه مدرن استرالیا کاملاً منطبق نمایند. مصرف سیگار و الکل که با ورود مهاجران، به استرالیا وارد شدند امروزه از مشکلات عمده بومیان به حساب می‌آیند. از سوی دیگر، تا چند دهه گذشته، سیاست حکومت استرالیا بر اولویت نژاد سفید بوده‌است و بومیان مورد تبعیض قرار می‌گرفته‌اند. اگرچه امروزه چنین قوانینی دیده نمی‌شود اما هنوز هم بومیان نتوانسته‌اند کاملاً همپای سایر اقلیت‌ها، در جامعه چند فرهنگی استرالیا ادغام شوند. در شهرهای بزرگ، دسته‌هایی از بومیان بی خانمان در زیر پل‌ها و حاشیه شهرها زندگی می‌کنند. تنها چهار درصد اینان تحصیلات دانشگاهی دارند و میزان احتمال زندانی شدن در بومیان یازده برابر بیش از دیگر استرالیائی هاست. با تلاش و اصرار بومیان، دولت استرالیا نام بخش‌هایی از این کشور را که برگرفته از نامهای اروپایی بوده‌اند به نام بومی آن‌ها برگردانده‌است همانند کوه اولورو که اروپائیان آن را آیرِس نامیده بودند.